# Back to Back (película)
Back to Back (titulada: Regreso a Back Ben o Deseo de venganza en España) es una película estadounidense de acción y drama de 1989, dirigida por John Kincade, escrita por George Frances Skrow y Franklin R Smith, musicalizada por Rick Cox, en la fotografía estuvo James L. Carter y los protagonistas son Bill Paxton, Todd Field y Apollonia Kotero, entre otros. El filme fue producido por Motion Picture Corporation of America (MPCA).

## Sinopsis
Dos hermanos muy distintos aúnan sus fuerzas para limpiar el honrado nombre de la familia, ya que su hermano fallecido fue acusado de un despiadado robo.